# Sarah Green
Sarah Green (geb. vor 1980) ist eine Filmproduzentin, die seit Beginn ihrer Karriere Anfang der 1980er Jahre an rund 40 Film- und Fernsehproduktionen beteiligt war. Bei der Oscarverleihung 2012 wurde sie für die Produktion von The Tree of Life zusammen mit Bill Pohlad, Dede Gardner und Grant Hill für den Oscar in der Kategorie Bester Film nominiert. Der Film brachte ihr auch einen Gotham Award ein, außerdem gewann sie ein AFI Award des American Film Institute.

## Filmografie (Auswahl)
Produzentin
- 1991: Stadt der Hoffnung (City of Hope)
- 1992: Passion Fish
- 1994: Das Geheimnis des Seehundbabys (The Secret of Roan Inish)
- 1994: Oleanna
- 1999: The Winslow Boy
- 2000: Girlfight – Auf eigene Faust (Girlfight)
- 2000: State and Main
- 2002: Frida
- 2004: Dirty Dancing 2 (Dirty Dancing: Havana Nights)
- 2005: The New World
- 2011: The Tree of Life
- 2012: Amor crónico
- 2012: Mud
- 2012: To the Wonder
- 2014: After the Fall
- 2015: Knight of Cups
- 2016: Midnight Special
- 2016: Loving
- 2016: Voyage of Time (Dokumentarfilm)
- 2023: Eric LaRue
- 2023: The Bikeriders

Co-Producer
- 1996: American Buffalo – Das Glück liegt auf der Straße (American Buffalo)
- 1997: Die unsichtbare Falle (The Spanish Prisoner)

Executive Producer
- 2003: The Republic of Love
- 2011: Take Shelter – Ein Sturm zieht auf (Take Shelter)
- 2014: Hellion
- 2016: The Vessel